# Kostel Všech svatých (Čichalov)
Kostel Všech svatých je hřbitovní kostel severovýchodně od Čichalova v okrese Karlovy Vary. Stojí vmírném svahu v katastrálním území Štoutov, asi 1,5 kilometru severozápadně od vesnice, v místech zaniklé středověké vsi Vakov. Areál hřbitova s kostelem je chráněn jako kulturní památka.

## Historie

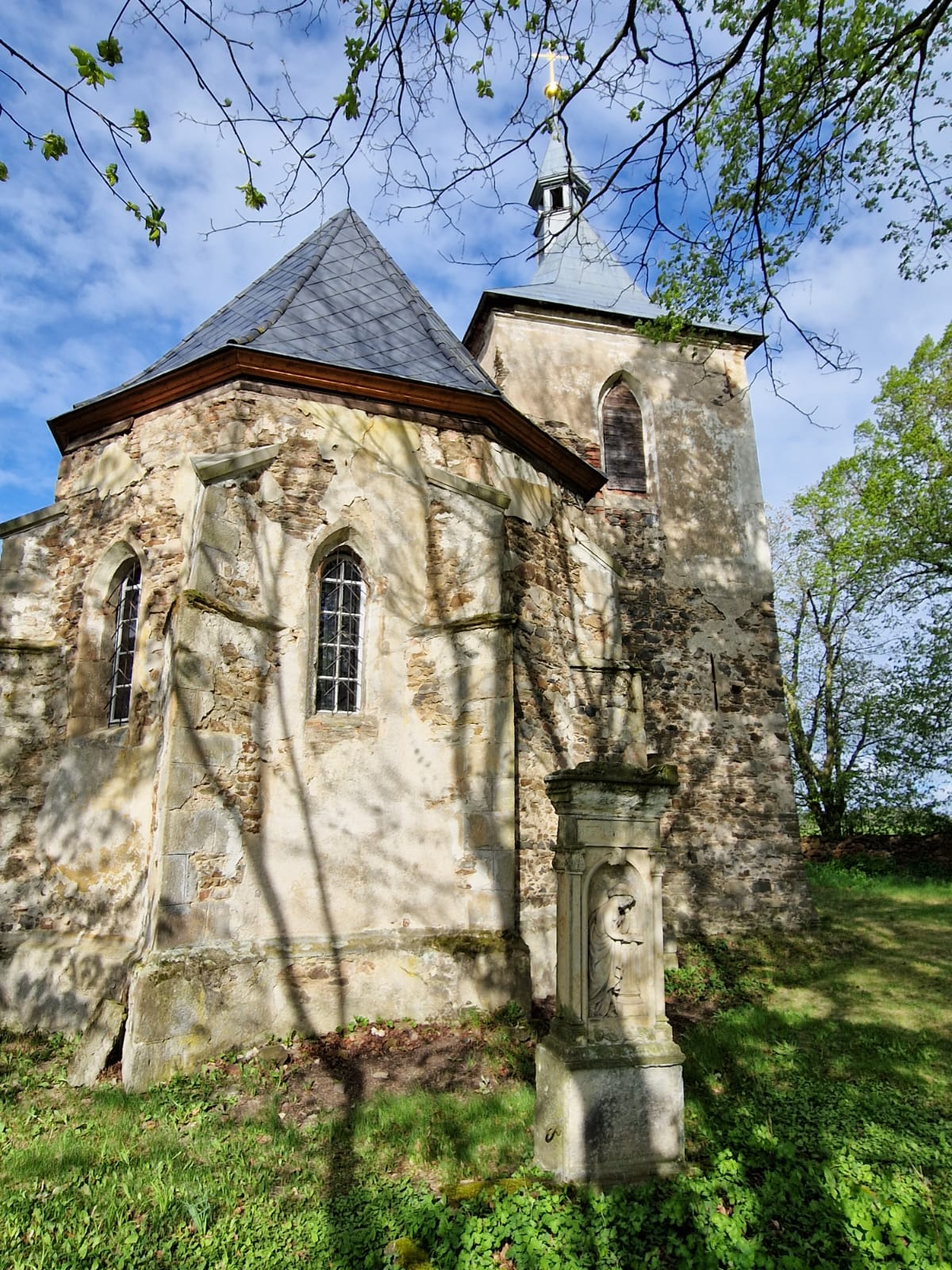
Závěr Vakovského kostela

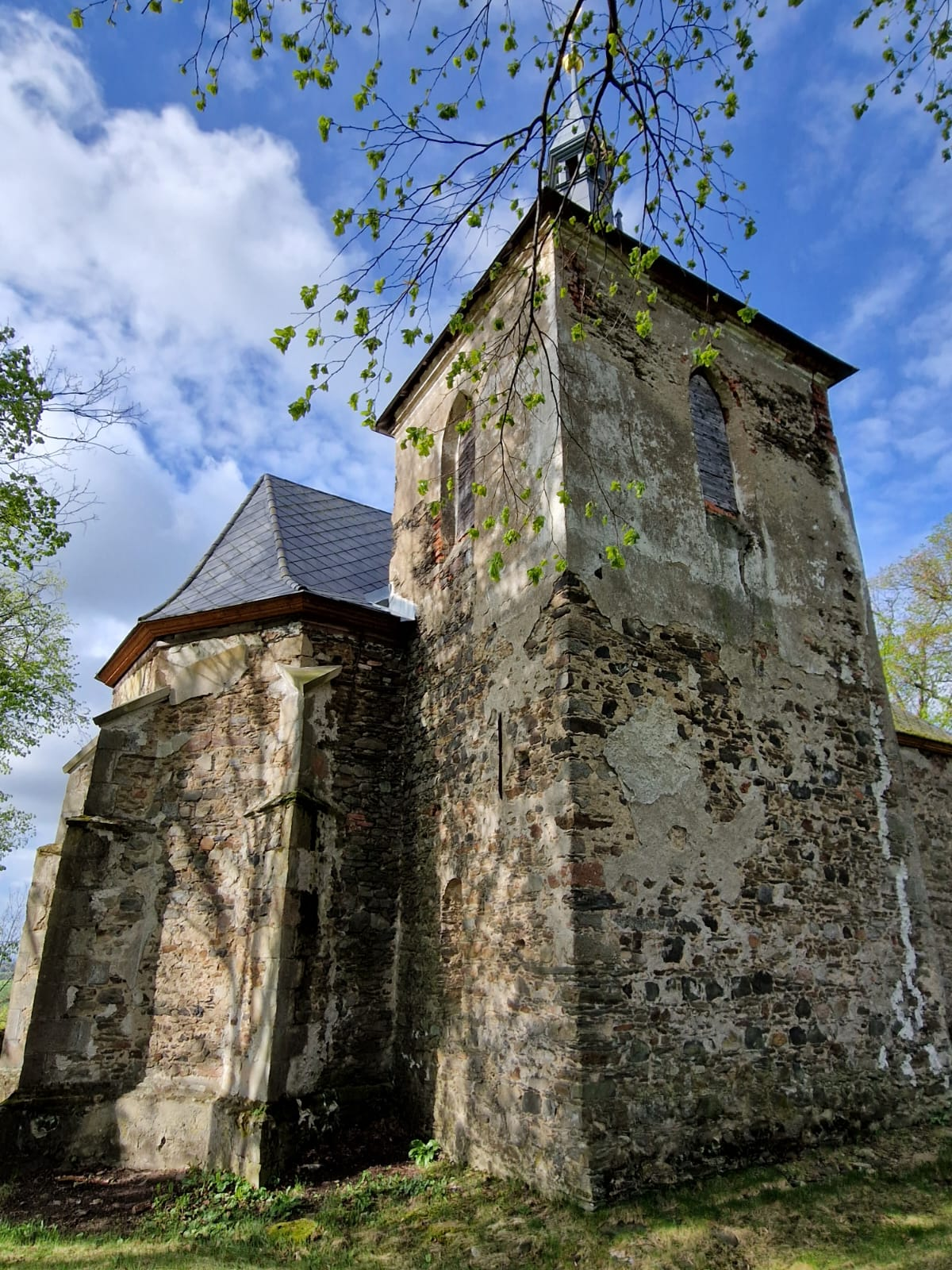
Kostel od severovýchodu

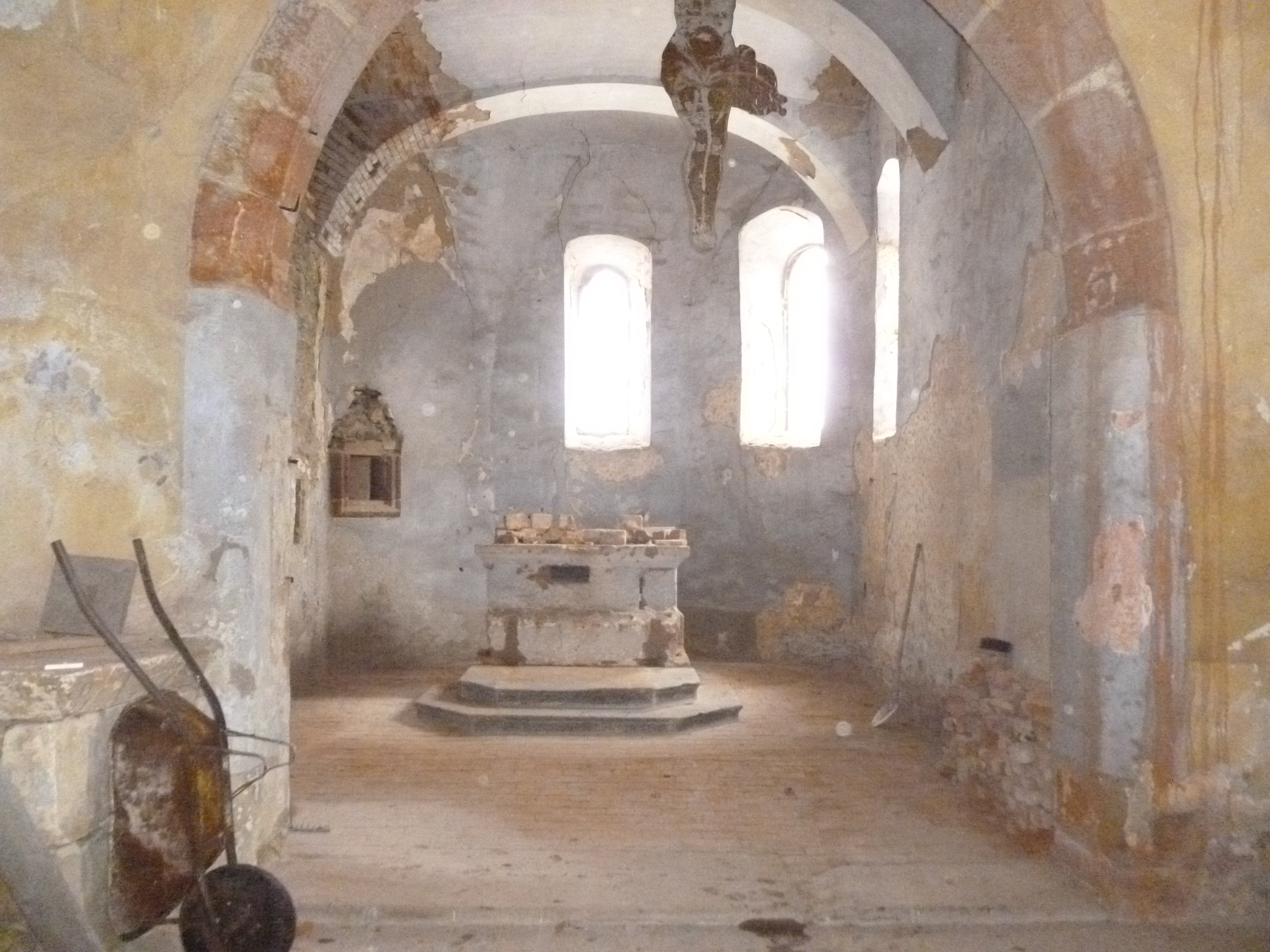
Interiér kostela

Farnost středověké vsi Vakov (Wakow, Bakov) byla založena před rokem 1350. První písemná zmínka o faráři ve Vakově pochází z roku 1403, kdy byl tento farní kostel hlavní a žlutický kostel svatého Petra a Pavla filiálním.[chybí lepší zdroj] Roku 1430 se vakovským fařářem stal Vojtěch z Luk.
Kostel byl několikrát renovován, naposledy roku 1928. Po roce 1990 byla opravena část krovu kostela a současně související část římsy. V roce 2006 byla provedena částečná oprava krovu věže s provizorním zakrytím fólií. V roce 2007 byl dokončen krov věže, položena nová krytina věže z titanzinku bez nátěru, instalován hromosvod, osazena zlacená makovice a zlacený kříž. V roce 2008 byla dokončena pokládka střešní krytiny na celém kostele, v roce 2010 zahájeny práce na odvlhčení kostela, které byly dokončeny v roce 2011. V témže roce začaly práce na opravě opěráků presbytáře.
V interiéru kostela nezůstalo žádné vnitřní zařízení kromě kamenné oltářní menzy, kamenného výklenku sanktuaria s tesaným lomeným štítem s kružbou a dřevěného balkónu kůru. V roce 2024 jsou hrubé opravy celého pláště stavby hotové a okna zasklená.

## Architektura
Kostel je jednolodní obdélná gotická stavba. Vstupuje se do něj z jižní strany kamenným portálkem s hrotitým záklenkem a ostěním profilovaným oblounkem a výžlabkem. Loď´osvětlují tři obdélna okna, probouraná druhotně, pravděpodobně v barokní době. Vítězný oblouk je armovaný kamennými bloky. Užší, odsazený pětiboký závěr je osvětlený třemi hrotitými okénky a vně podepřen třemi mohutnými opěráky. Na severní straně ke kněžišti přiléhá hranolová věž s malými hrotitými okénky a stanovou střechou, uzavřenou sanktusovou věžičkou. Třístranná dřevěná empora pochází ze 17. století. Hlavní oltář má raně barokní kamennou menzu, vysvěcenou roku 1624.
Kostel je zčásti ohrazen kamennou hřbitovní zdí. Na jižní straně od kostela je torzo zaniklého hřbitova s jedním figurálním náhrobkem z první poloviny 19. století a s dvěma řadami hrobů, udržovanými do současnosti.